# Jack Burditt
Jack Burditt é um produtor e roteirista americano que já trabalhou em muitas séries televisivas. Ele trabalhou como escritor na série de comédia da NBC, 30 Rock. Ele foi nomeado para o Writers Guild of America Award de Melhor Série de Comédia em Fevereiro de 2009 por seu trabalho na terceira temporada.

## Filmografia
- Last Man Standing (2011-)[2]
- 30 Rock (2006-presente)
- Deal (2005)
- I'm With Her (2003–2004)
- Watching Ellie (2002–2003)
- DAG (2000–2001)
- Just Shoot Me! (1997–2000)
- Frasier (1996)
- Ink (1996–1997)
- Mad About You (1994)